# Wattenberg
Wattenberg är en ort och kommun i distriktet Innsbruck-Land i förbundslandet Tyrolen i Österrike. Kommunen har 794 invånare (2024). Den ligger 15 km öster om Tyrolens huvudstad Innsbruck.